# Harbeck–Fruitdale
Harbeck–Fruitdale az Amerikai Egyesült Államok északnyugati részén, Oregon állam Josephine megyéjében elhelyezkedő önkormányzat nélküli és egykori statisztikai település. A 2000. évi népszámláláskor 3780 lakosa volt.

## Népesség
A 2000-es népszámláláskor   3780 lakója, 1553 háztartása és 1071 családja volt. A népsűrűség 922 fő/km2. A lakóegységek száma 1655, sűrűségük 403,7 db/km2. A lakosok 93,76%-a fehér, 0,24%-a afroamerikai, 1,27%-a indián, 0,61%-a ázsiai, 0,03%-a a Csendes-óceáni szigetekről származik, 2,17%-a egyéb-, 1,93%-a pedig kettő vagy több etnikumú. A spanyol vagy latino származásúak aránya 6,61% (   )
A háztartások 27,4%-ában élt 18 évnél fiatalabb. 53,8% házas, 11% egyedülálló nő; 31% pedig nem család. 24,9% egyedül élt; 13,4%-uk 65 éves vagy idősebb. Egy háztartásban átlagosan 2,42 személy élt; a családok átlagmérete 2,83 fő.
Lakóinak 23,2%-a 18 évesnél fiatalabb, 6,1% 18 és 24 év közötti, 23,3%-uk 25 és 44 év közötti, 23,9%-uk 45 és 64 év közötti, 23,6%-uk pedig 65 éves vagy idősebb. A medián életkor 43 év volt. Minden 100 nőre 94,1 férfi jut; a 18 évnél idősebb nőknél ez az arány 92,4.
A háztartások medián bevétele 29 821 amerikai dollár, ez az érték családoknál $35 112. A férfiak medián keresete $32 875, míg a nőké $21 193. Az egy főre jutó bevétel (PCI) $14 535. A családok 14%-a, a teljes népesség 19,2%-a élt létminimum alatt; a 18 év alattiaknál ez a szám 32,6%, a 65 évnél idősebbeknél pedig 8,3%.